# Ventil de laminare

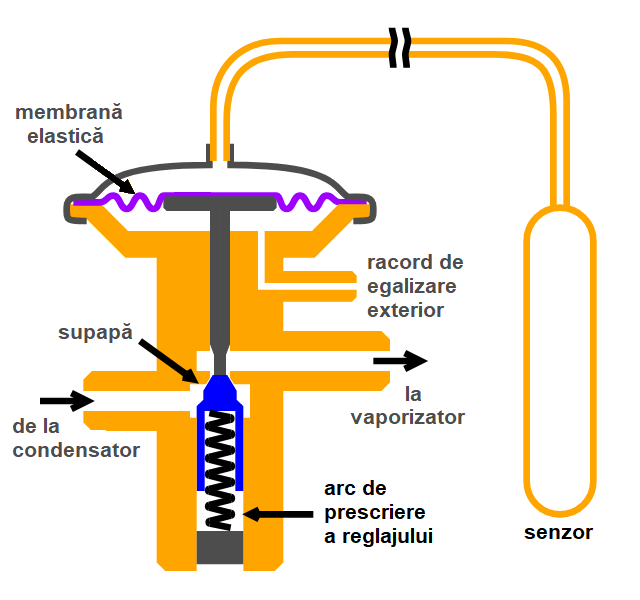
Schema unui ventil de laminare

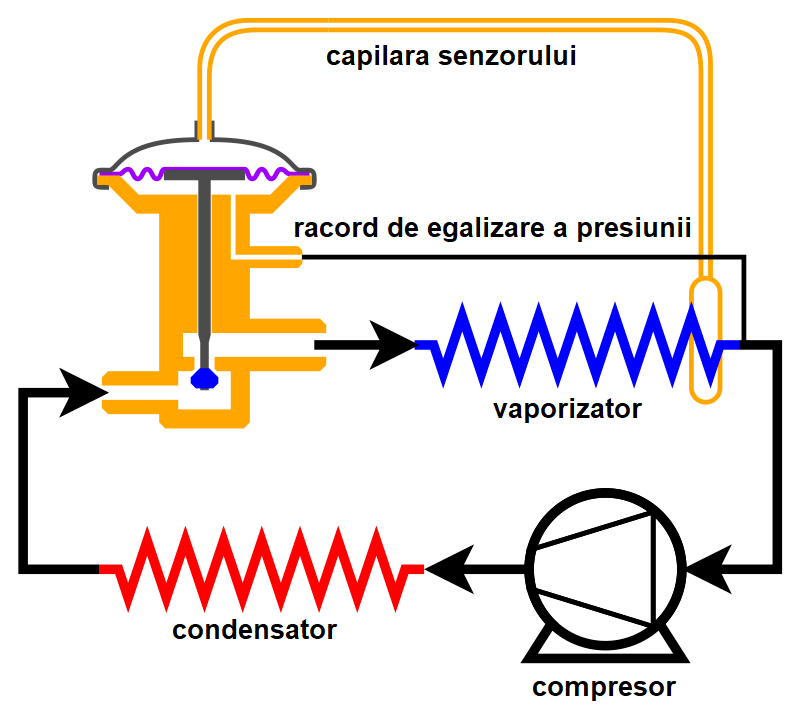
Montaj: senzorul este poziționat aproape de capătul vaporizatorului și asigură un debit de agent frigorific suficient pentru a răci întregul vaporizator, dar nu atât de mult încât lichidul să ajungă la poziția senzorului. Racordul de egalizare este necesar atunci când presiunea din poziția senzorului diferă de presiunea în aval de supapă.

Un ventil de laminare sau ventil de reglaj este o componentă a mașinilor frigorifice cu compresiune mecanică de vapori, sau a celor de condiționare a aerului, care reglează cantitatea de agent frigorific care intră în vaporizator pentru a asigura o supraîncălzire a vaporilor agentului frigorific la o valoare constantă. Deși este adesea descris ca o supapă „termostatică”, un ventil de laminare nu este capabil să regleze temperatura vaporizatorului la o valoare exactă. Temperatura vaporizatorului va varia doar în funcție de presiunea de saturație, care va trebui reglata prin alte mijloace (de exemplu prin reglarea compresorului).

## Descriere
Ciclul unei mașini frigorifice frigorifice cu compresiune mecanică de vapori începe cu intrarea în compresor a vaporilor de agent frigorific la o presiunea joasă din ciclul și o temperatură mică. Vaporii sunt comprimați de compresor la presiunea înaltă din ciclu și o temperatură înaltă. După ce vaporii se condensează în condensator, ei trebuie readuși la presiunea mică (implicit și la o temperatură mică) din vaporizator. Această reducere a presiunii se face într-un ventil, în care transformarea este o laminare, transformare care este izentalpică.
Vaporizarea completă a agentului frigorific în vaporizator este asigurată de ventilul de laminare (reglare), care este comandat de un senzor format dintr-un mic recipient umplut cu un lichid cu proprietăți termodinamice similare cu ale agentului frigorific. Senzorul este plasat spre ieșirea vaporizatorului și este sensibil la temperatura agentului frigorific. Dacă temperatura crește, crește și presiunea lichidului din senzor, presiune care acționează asupra membranei elastice și determină o deschidere mai mare a supapei ventilului, iar dacă temperatura agentului frigorific scade, ventilul acționează invers.
Scăderea temperaturii sub o anumită limită arată că agentul frigorific nu este complet vaporizat. Resturile de lichid nevaporizate, fiind incompresibile, dacă ajung în compresor determină nu doar o reducere a randamentului, ci pot duce chiar la avarierea acestuia. Creșterea temperaturii arată că debitul de agent frigorific este prea mic, el este vaporizat complet mult înainte de ieșirea din vaporizator, iar suprafața vaporizatorului neudată de lichidul frigorific devine ineficientă, reducând performanțele utilajului. Plaja de temperaturi utilă, la care performanțele sunt optime, este 4–6 °C peste temperatura de saturație din vaporizator.
Ventilul este prevăzut cu un arc a cărui forță de compresiune este ajustabilă cu un șurub. Unele ventile sunt proiectate astfel încât să permită unui anumit debit minim de agent frigorific să curgă permanent prin sistem, astfel încât temperatura să nu depășească o valoare maximă.

## Tipuri
Există două tipuri principale de ventile de laminare: cu egalizare internă sau externă. Diferența dintre ventilele cu egalizare externă și cele cu egalizare internă este modul în care presiunea din vaporizator determină poziția supapei. La supapele cu egalizare internă, presiunea din vaporizator asupra membranei este presiunea la intrarea în evaporator (de obicei printr-un racord conectat la ieșirea din ventil), în timp ce la supapele cu egalizare externă presiunea din vaporizator asupra membranei este presiunea la ieșirea din vaporizator. Ventilele cu egalizare externă compensează și căderile de presiune din vaporizator. Pentru supapele cu egalizare internă, o cădere de presiune în vaporizator va avea ca efect creșterea supraîncălzirii la ieșirea din vaporizator.
Supapele cu egalizare internă pot fi utilizate la sistemele cu un singur circuit și cădere de presiune în vaporizator scăzută. Dacă există mai multe vaporizatoare în paralel, la care agentul frigorific este repartizat de un distribuitor, trebuie utilizat un ventil cu egalizare externă. Ventilele cu egalizare externă pot fi utilizate în orice aplicație. Un ventil cu egalizare externă nu poate fi înlocuit cu unul cu egalizare internă.